# Championnat de France de football 1901 (USFSA)
Navigation
Championnat 1900 Championnat 1902
Le championnat de France de football 1901 de l'USFSA est la 8e édition du championnat de France de football organisé par l'Union des sociétés françaises de sports athlétiques (USFSA).
Elle a lieu les 1er mars et 28 avril 1901 et oppose en phase à élimination directe trois clubs ayant remporté leur championnat régional. Le Havre AC, champion de la Manche, se qualifie pour la finale en battant l'Iris Club lillois, champion du Nord. En finale, le Standard Athletic Club remporte le titre en s'imposant en deux matchs face aux Havrais.

## Championnats régionaux

### Championnat de la Manche
Le championnat ne consiste qu'en un seul match joué le 17 février 1901 à Rouen entre le Football Club rouennais et Le Havre Athletic Club sous les ordres de M. Hurard. Les Havrais s'imposent « facilement » par onze buts à zéro.

### Championnat du Sud
Il n'y a visiblement qu'un seul match, joué le 5 mai 1901 à Toulouse. Le Stade olympien des Étudiants de Toulouse bat le Sport athlétique toulousain par deux buts à zéro,.

### Championnat du Sud-Ouest
Quatre clubs sont engagés en championnat du Sud-Ouest : le Stade bordelais, Burdigala, le Bordeaux Université Club et Jeune Sport. Les matchs sont prévus les 14, 21 et 28 avril 1901. Bordeaux Université Club déclare forfait pour ses trois matchs.
Le Stade bordelais se déplace sur le terrain de Burdigala le 14 avril. Le match a lieu sur un terrain en pente, sous une pluie battante et avec un fort vent. Jouant avec le vent et la pente, Burdigla marque en première mi-temps par Sergenton d'un « magistral coup de pied ». En deuxième mi-temps, le Stade profite du vent et marque quatre fois par Laporte, Weecks et Trawer (auteur du doublé non précisé). L'Auto-Vélo donne la composition des équipes, avec visiblement une erreur car douze joueurs sont énoncés au Stade bordelais.
Le 21 avril, le Stade bordelais bat Jeune Sport par sept buts à zéro (Cornoll 4, Laporte 1, Rachou 1, Vène 1). Cornoll était orthographié Cornali lors du match précédent. Le 28 avril, Burdigala bat Jeune Sport par deux buts à un. Le Stade bordelais est champion.
| Rang | Équipe          | Pts     | J       | G       | N       | P       | Bp      | Bc      | GA      |  | Résultats (▼ dom., ► ext.) | SB | Bur | JS  | BUC     |
| ---- | --------------- | ------- | ------- | ------- | ------- | ------- | ------- | ------- | ------- |  | -------------------------- | -- | --- | --- | ------- |
| 1    | Stade bordelais | ?       | 2       | 2       | 0       | 0       | 11      | 1       | 11      |  | Stade bordelais            |    | 4-1 | 7-0 | forfait |
| 2    | Burdigala       | ?       | 2       | 1       | 0       | 1       | 3       | 5       | 0,6     |  | Burdigala                  |    |     | 2-1 | forfait |
| 3    | Jeune Sport     | ?       | 2       | 0       | 0       | 2       | 1       | 9       | 0,111   |  | Jeune Sport                |    |     |     | forfait |
| 4    | Bordeaux UC     | Forfait | Forfait | Forfait | Forfait | Forfait | Forfait | Forfait | Forfait |  | Bordeaux UC                |    |     |     |         |

| Journée 1              | Burdigala                                                                                          | 1 – 4   | Stade bordelais |                                                                          |                                                                          |
| Dimanche 14 avril 1901 | Sergenton                                                                                          | (1 – 0) | Laporte · Weecks · Trawer · (les quatre buts à eux trois)                                                                                         | Terrain de Burgigala, Bordeaux Arbitrage : M. Rhule (Sports athlétiques) | Terrain de Burgigala, Bordeaux Arbitrage : M. Rhule (Sports athlétiques) |
| Dimanche 14 avril 1901 | Kuhn - Boyer - Valade, Sudraud, Sarrailh - Paillère, Leyrisse, Soulacroix, Sergenton, Poc, Cailhol | Équipes | Kurtz - Térigi, Deltour - Rozès, Moyzès, Rachou - Laporte , Weecks, Trawer, Cartwright, Cornali, Vène Douze joueurs sont énoncés dans L'Auto-Vélo | Terrain de Burgigala, Bordeaux Arbitrage : M. Rhule (Sports athlétiques) | Terrain de Burgigala, Bordeaux Arbitrage : M. Rhule (Sports athlétiques) |

| Journée 2              | Stade bordelais                   | 7 – 0 | Jeune Sport |                                |                                |
| Dimanche 21 avril 1901 | Cornoll · Laporte · Rachou · Vène | (–)   |             | Bordeaux Arbitrage : M. Giraud | Bordeaux Arbitrage : M. Giraud |

| Journée 3              | Burdigala | 2 – 1 | Jeune Sport |          |          |
| Dimanche 28 avril 1901 |           | (–)   |             | Bordeaux | Bordeaux |

## Championnat de France

### Participants
Seuls les champions de la Manche, du Nord et de Paris participent au championnat de France.
| Championnat | Champion               | Part. | Titres |
| ----------- | ---------------------- | ----- | ------ |
| Nord        | Iris Club lillois      | 1er   | 0      |
| Manche      | Le Havre Athletic Club | 3e    | 2      |
| Paris       | Standard Athletic Club | 6e    | 4      |

### Demi-finale
L'équipe du Havre AC se rend à Lille le 3 mars 1901 par le train de 8 h pour arriver à midi afin d'affronter l'Iris Club lillois. L'Auto-Vélo donne la composition de l'équipe havraise dans son article de présentation du match, mais celle-ci n'est pas confirmée dans le compte-rendu du match (cette composition est néanmoins retranscrite dans la feuille de match ci-dessous). Deux joueurs de l'équipe seconde y figurent, Mauger et Lelaumier. Devant une « assistance nombreuse », les Havrais l'emportent par six buts à un dans une partie « très disputée ». L'Auto-Vélo donne le nom des buteurs, dont Delaunier, qui ne figure pourtant pas dans la composition annoncée ; il s'agit sans doute de l'inter gauche Lelaumier dont le nom à mal été orthographié,.
| Demi-finale          | Iris Club lillois | 1 – 6   | Le Havre AC                                                                                             |                                       |                                       |
| Dimanche 3 mars 1901 | Veilletet         | (–)     | Schneider · Carré · Audoin · Lelaumier · Dubreuil · (sans ordre)                                        | Terrain de l'Iris Club lillois, Lille | Terrain de l'Iris Club lillois, Lille |
| Dimanche 3 mars 1901 |                   | Équipes | Wood - A. Wilkes, Bacquart - Mauger, C. Wilkes, Taylor - Schneider, Audoin, Carré , Lelaumier, Dubreuil | Terrain de l'Iris Club lillois, Lille | Terrain de l'Iris Club lillois, Lille |

### Finale
La finale a lieu le dimanche 14 avril 1901 à 14 h 30 sur le terrain du Stade français à Bécon-les-Bruyères entre le Standard Athletic Club et Le Havre Athletic Club devant environ 1000 personnes. L'Auto-Vélo donne les compositions des équipes dans ses articles de présentation et de compte-rendu du match. Celles-ci concordent, à l'exception du demi gauche du Standard ; Mason est annoncé mais est remplacé par Smith, « par suite d'une indisposition ». L'équipe havraise est la même que celle qui a affronté l'Iris Club lillois, sauf Mauger, joueur de l'équipe seconde, remplacé par Engels. L'Auto-Vélo publie un long résumé du match qu'il qualifie de « superbe de bout en bout » et « palpitant d'intérêt ». Les deux équipes font un but partout et ne peuvent se départager malgré deux prolongations de vingt minutes ; une troisième prolongation n'est pas jouée à cause de la nuit qui commence à tomber et de la fatigue des joueurs. Jordan ouvre le score en première mi-temps pour le Standard AC sur une passe de Theobald tandis que Carré égalise en deuxième mi-temps sur coup franc. Les capitaines se mettent d'accord pour rejouer le match ultérieurement au Havre. Les avants Schneider et Carré du Havre ont été les plus en vue. Au Standard, l'absence du meilleur demi Mason s'est faite ressentir, mais l'avant-centre Wooley « quoique bien marqué a été splendide » tandis que l'arrière Ferris a « fréquemment sauvé la situation »,.

Photos du premier match le 14 avril 1901
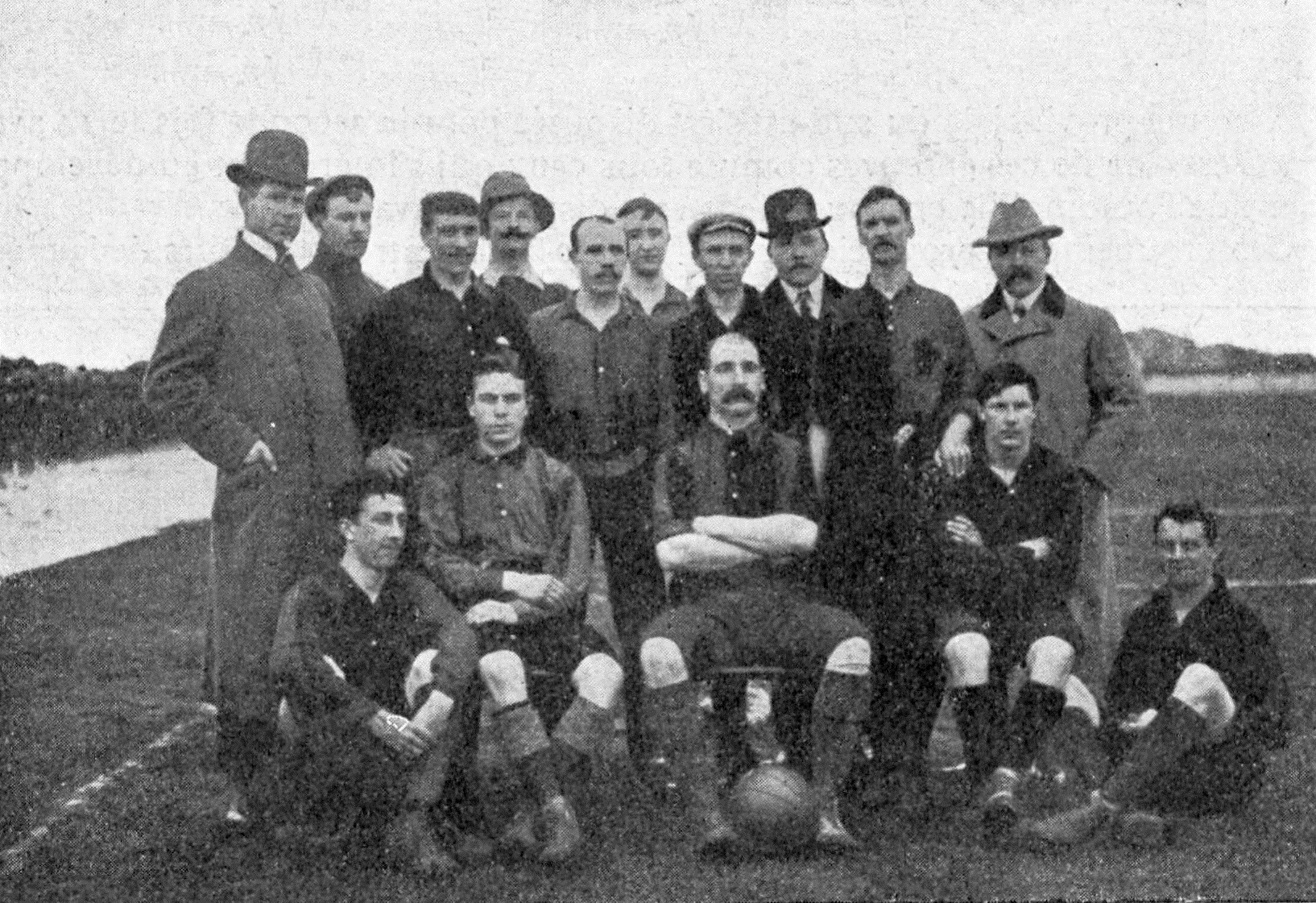
Équipe du Standard AC
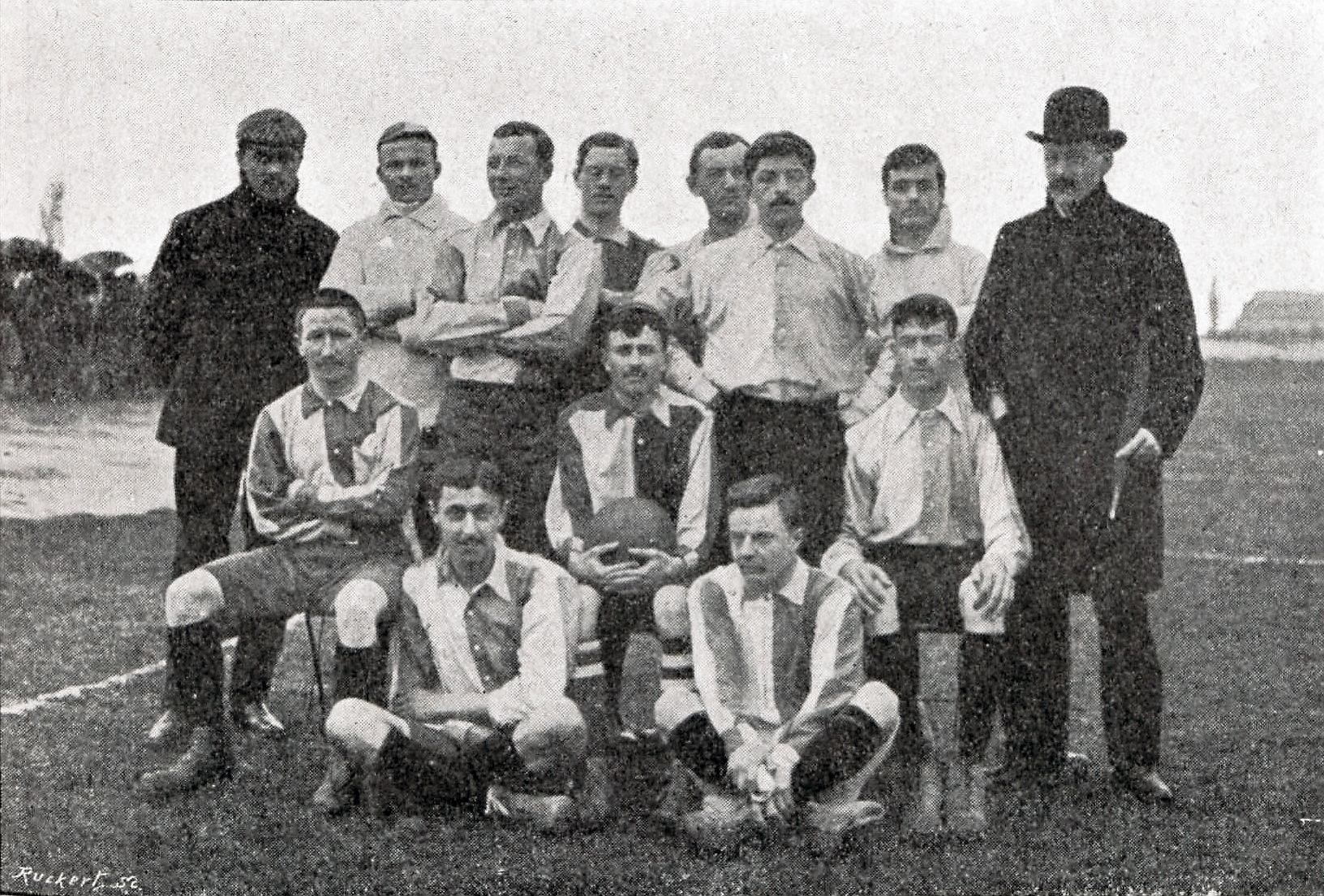
Équipe du Havre AC

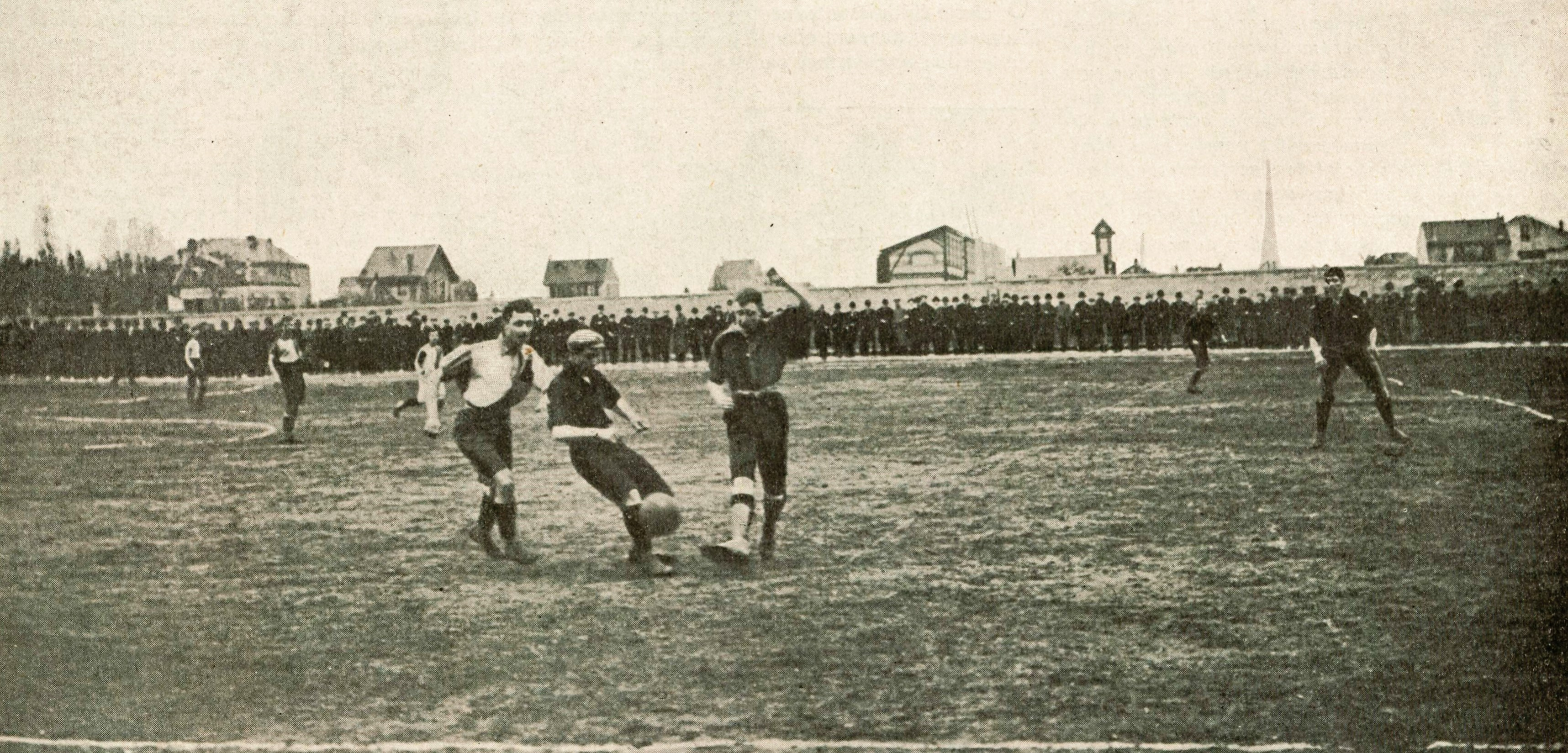
Action de jeu
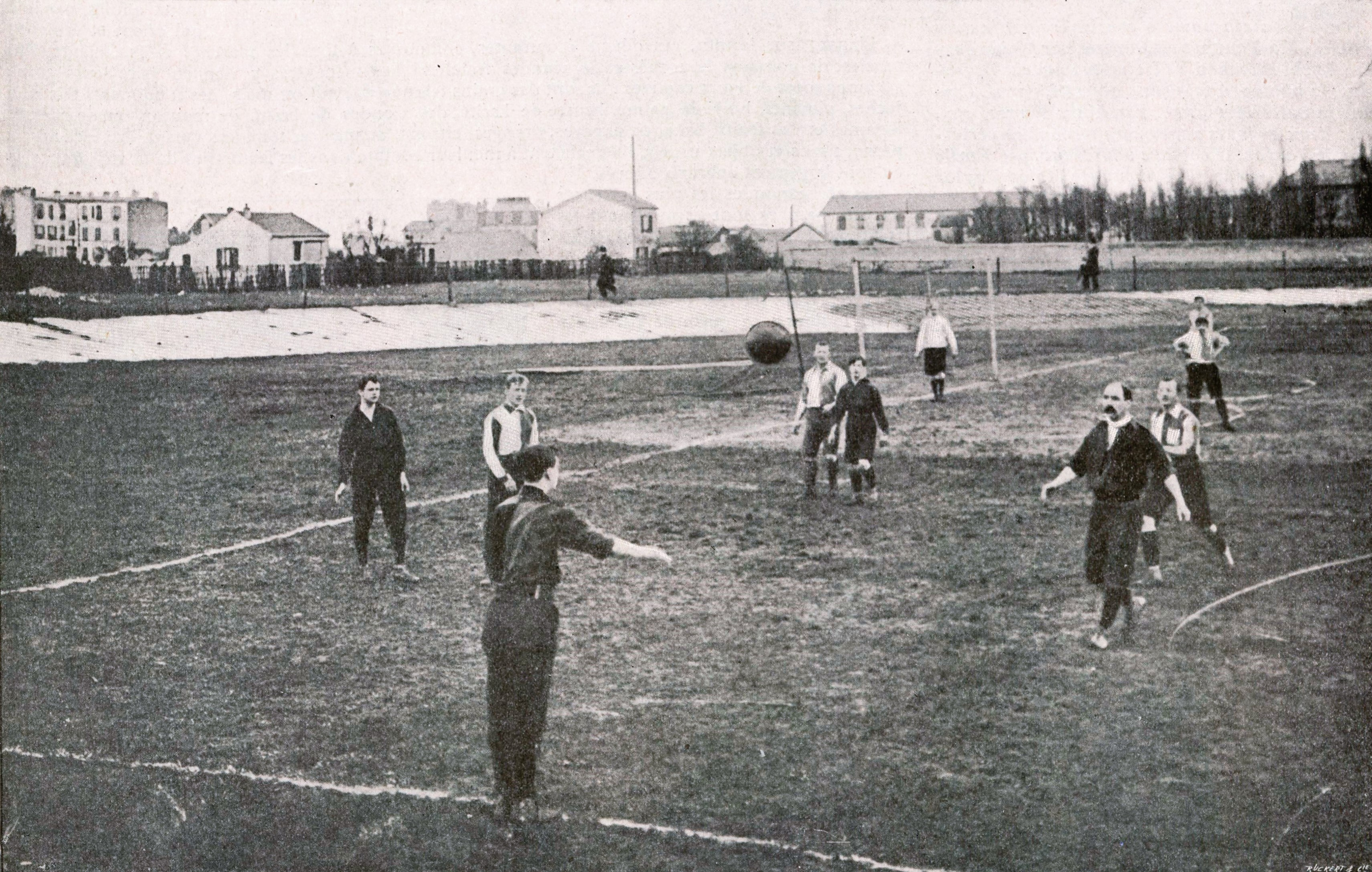
Action de jeu
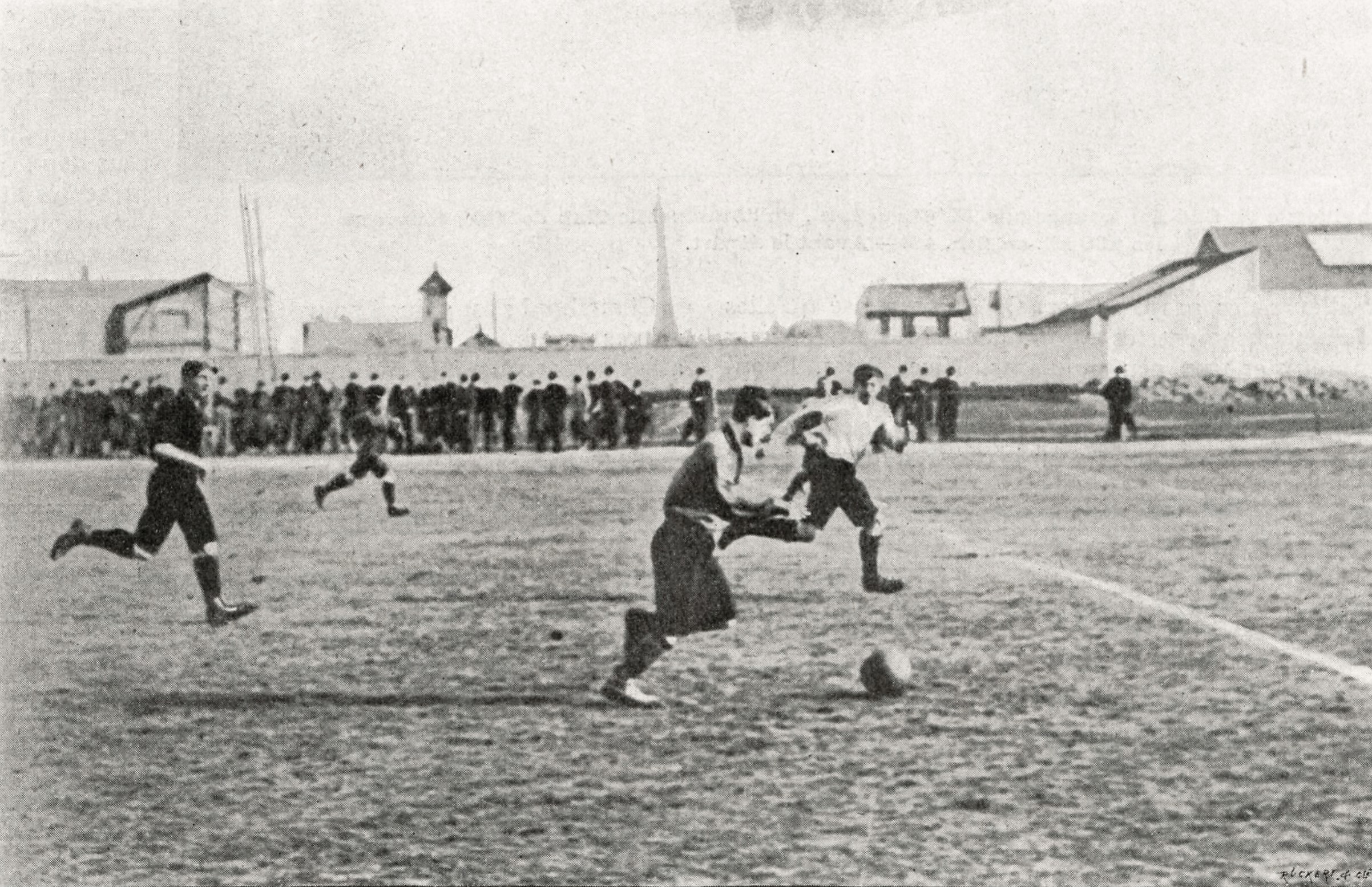
Action de jeu

Le match est rejoué le 28 avril 1901 à 15 h au stade de Sanvic, terrain du Havre AC, devant environ 1200 personnes. L'Auto-Vélo donne les compositions des équipes dans son article de présentation du match, mais celles-ci ne sont pas confirmées dans le compte-rendu du match (ces compositions sont néanmoins retranscrites dans la feuille de match ci-dessous). L'équipe du Standard est remaniée. À la suite d'une réclamation du Havre AC, l'arrière Ferris n'est plus qualifié, celui-ci habitant en Normandie en Seine-Maritime et non à Paris comme le stipule les règlements. Il laisse sa place à Roberts. L'Auto-Vélo ne sait qui va jouer à ses côtés, mais il doit s'agir de Davidson, nom cité dans le compte-rendu. Trois autres changements ont lieu, Bailey, Hicks et Zeiger laissant leur place à Mason, Ellis et donc Davidson. L'équipe havraise est inchangée. Cette fois-ci, le Standard montre une « grande supériorité » et s'impose par six buts à un. Le Havre AC est diminué, Schneider et Lelaumier jouant blessés et Charles Wilkes jouant malade. Wooley est une nouvelle fois cité comme le meilleur joueur du match, ayant été « remarquable ». L'Auto-Vélo ne donne le nom que de cinq des six buteurs du match (Wooley 4 et Smith 1 contre Carré 1),.
| Finale                         | Standard AC | 1 – 1 a. p. | Le Havre AC |                                                                                                  |                                                                                                  |
| Dimanche 14 avril 1901 14 h 30 | (Theobald ) Jordan · but en première mi-temps                                                                                       | (1 – 0)     | Carré · but en deuxième mi-temps | Terrain du Stade français, Bécon-les-Bruyères Spectateurs : Environ 1 000 Arbitrage : M. Lancett | Terrain du Stade français, Bécon-les-Bruyères Spectateurs : Environ 1 000 Arbitrage : M. Lancett |
| Dimanche 14 avril 1901 14 h 30 | Attrill – Bone, Arthur Ferris – Bailey, Alfred Short , Frederick Smith – Edward Theobald, H. Jordan, W. Wooley, O. Hicks, J. Zeiger | Équipes     | Arthur Wood - Alfred Wilkes, Bacquart - Engels, C. Wilkes, William Taylor - Schneider, Audoin, Jimmy Carré , Lelaumier, Georges Dubreuil | Terrain du Stade français, Bécon-les-Bruyères Spectateurs : Environ 1 000 Arbitrage : M. Lancett | Terrain du Stade français, Bécon-les-Bruyères Spectateurs : Environ 1 000 Arbitrage : M. Lancett |

| Finale rejouée                 | Le Havre AC | 1 – 6   | Standard AC |                                                                                                   |                                                                                                   |
| Dimanche 28 avril 1901 15 h 00 | Carré | (1 – 4) | Wooley · Smith · ? | Stade de Sanvic, Le Havre Spectateurs : Environ 1 200 Arbitrage : M. Bramwell (Iris Club lillois) | Stade de Sanvic, Le Havre Spectateurs : Environ 1 200 Arbitrage : M. Bramwell (Iris Club lillois) |
| Dimanche 28 avril 1901 15 h 00 | Arthur Wood - Alfred Wilkes, Bacquart - Engels, C. Wilkes, William Taylor - Schneider, Audoin, Jimmy Carré , Lelaumier, Georges Dubreuil | Équipes | Attrill – Alexander Davidson, R. Roberts – Henry Bone, Alfred Short , W. Mason – Frederick Smith, Arthur Ellis, W. Wooley, H. Jordan, Edward Theobald | Stade de Sanvic, Le Havre Spectateurs : Environ 1 200 Arbitrage : M. Bramwell (Iris Club lillois) | Stade de Sanvic, Le Havre Spectateurs : Environ 1 200 Arbitrage : M. Bramwell (Iris Club lillois) |